# یایسه
یایسه یک شهر و شهرداری است که در کانتون بوسنی مرکزی و فدراسیون بوسنی و هرزگوین، نهاد بوسنی و هرزگوین واقع شده‌است. از سال ۲۰۱۳، این شهر دارای ۳۰٫۷۵۸ نفر جمعیت است. این شهر در منطقه Bosanska Krajina، در چهارراه بین بانیا لوکا، Mrkonjić Grad و دونیی واکوف، در محل تلاقی رودخانه‌های Pliva و ورباس واقع شده‌است.

## شهرهای خواهر خوانده
- پیاچنزا، ایتالیا
- هالسبری، سوئد
- آلاچاتی، ترکیه
- اوتنسهیم، اتریش
- ویرویتیتسا، کرواسی
- زنیتسا، بوسنی و هرزگوین
- تومسیلاوگراد، بوسنی و هرزگوین